# نابليون بونابرت جيدينجز
نابليون بونابرت جيدينجز هو محامي وسياسي أمريكي، ولد في 2 يناير 1816 في Boonesborough, Kentucky ‏ في الولايات المتحدة، وتوفي في 3 أغسطس 1897 في سافانا في الولايات المتحدة. نشط حزبياً في الحزب الديمقراطي. وقد انتخب عضو مجلس النواب الأمريكي ‏.